# Hubert Parot
Hubert André Parot (Athis-Mons, 23 mei 1933 - Fontainebleau, 15 januari 2015) was een Frans ruiter, die gespecialiseerd was in springen. Parot nam tweemaal deel aan de Olympische Zomerspelen en was in 1976 samen met zijn zwager Marcel Rozier onderdeel van de Franse ploeg die de gouden medaille won in de landenwedstrijd.

## Resultaten
- Olympische Zomerspelen 1972 in München 31e individueel springen met Tic
- Olympische Zomerspelen 1972 in München 10e landenwedstrijd springen met Tic
- Olympische Zomerspelen 1976 in Montreal 17e individueel springen met Rivage
- Olympische Zomerspelen 1976 in Montreal  landenwedstrijd springen met Rivage

1912: Lewenhaupt, Kilman, von Rosen ·
1920: König, von Rosen, Norling ·
1924: Thelning, Ståhle, Lundström ·
1928: Navarro, Álvarez, García ·
1936: Hasse, von Barnekow, Brandt ·
1948: Mariles, Uriza, Valdés ·
1952: White, Stewart, Llewellyn ·
1956: Winkler, Thiedemann, Lütke-Westhues ·
1960: Winkler, Thiedemann, Schockemöhle ·
1964: Schridde, Jarasinski, Winkler ·
1968: Day, Gayford, Elder ·
1972: Ligges, Wiltfang, Steenken, Winkler ·
1976: Parot, Rozier, Roguet, Roche ·
1980: Tsjoekanov, Poganovsky, Asmaje, Korolkov ·
1984: Fargis, Homfeld, Burr Howard, Smith ·
1988: Beerbaum, Brinkmann, Hafemeister, Sloothaak ·
1992: Raijmakers, Romp, Tops, Lansink ·
1996: Sloothaak, Nieberg, Kirchhoff, Beerbaum ·
2000: Beerbaum, Nieberg, Ehning, Becker ·
2004: Wylde, Ward, Madden, Kappler ·
2008: Ward, Kraut, Simpson, Madden ·
2012: Skelton, Maher, Brash, Charles ·
2016: Rozier, Staut, Bost, Leprévost ·
2020: von Eckermann, Baryard-Johnsson, Fredricson ·
2024: Maher, Charles, Brash